# Pop 2000
Pop 2000 ist eine 12-teilige Dokumentationsreihe zum Thema 50 Jahre Popmusik und Jugendkultur in Deutschland. Sie wurde erstmals 1999 ausgestrahlt.

## Inhalt
Die Reihe dokumentierte die Entwicklung von Musik und Jugendkultur in Ost- und Westdeutschland – von Rock ’n’ Roll, Beatmusik und Krautrock über Punk, Disco und Neue Deutsche Welle zu Techno und zeitgenössischen Richtungen des Deutschrocks und der Popmusik. Dabei wurde jeweils auch die Musik der DDR berücksichtigt. Die Ausformungen der verschiedenen Stile und Subkulturen wurden meist vor dem Hintergrund historischer Ereignisse von der Nachkriegszeit über die 68er-Bewegung und den Mauerfall bis zur Jahrtausendwende dargestellt.
Für das Projekt wurde eine Vielzahl von Zeitzeugen interviewt, u. a. Dieter Birr, Dieter Bohlen, Campino, Stephan Weidner, Drafi Deutscher, Dr. Motte, Herbert Grönemeyer, Kai Havaii, Ted Herold, Annette Humpe, Peter Kraus, Heinz Rudolf Kunze, Tobias Künzel, Bernd Michael Lade, Rainer Langhans, Udo Lindenberg, Heike Makatsch, Marusha, Nena, Wolfgang Niedecken, Uschi Obermaier, Fritz Puppel, Jim Rakete, Moritz Reichelt, Klaus Renft, Tim Renner, Esther Schweins, Sven Väth und Westbam. Ausschnitte aus den Interviews wurden zwischen historischen Originalaufnahmen gezeigt. Sprecher aus dem Off war Otto Sander.

## Folgen
1. 1949–1963: Halbstark
2. 1962–1965: Beat! Beat! Beat!
3. 1965–1968: Das Ende der Unschuld
4. 1968–1970: Sex & Drugs & Rebellion
5. 1970–1976: Keine Macht für Niemand
6. 1975–1980: Night Fever und No Future
7. 1980–1984: Popper, Punks und Pershing
8. 1982–1985: Gib Gas, ich will Spaß!
9. 1983–1989: Schluß mit lustig!
10. 1989–1994: Macht der Nacht
11. 1993–1999: Schwarz Rot Geld
12. 1995–1999: Made in Germany

## Hintergrund
Produziert wurde die Reihe durch MME – Me, Myself & Eye Entertainment GmbH, musik komm. und den WDR. Unterstützt wurde das Projekt durch die Filmstiftung Nordrhein-Westfalen, VIVA und die Deutsche Phonoakademie. Zudem entstand eine 8-CD-Box (Grönland Records) zur Sendung. Außerdem erschienen die zwei Sampler: Pop 2000 - Das gibt`s nur einmal und Pop 2001 - Geschichte wird gemacht.

## Rezeption
Die Serie erhielt im Jahr 2000 den Adolf-Grimme-Preis. Für Idee und Produktion nahm Jörg A. Hoppe den Preis stellvertretend für MME/musik komm. entgegen, Rolf Bringmann (WDR) wurde für die koordinierende Gesamtredaktion ausgezeichnet. Zusätzlich erhielten Christian Bettges, Frank Jastfelder, Stefan Kloos, Tom Theunissen und Simone Adelsbach im selben Rahmen den Sonderpreis des Ministeriums für Arbeit, Soziales und Stadtentwicklung, Kultur und Sport von Nordrhein-Westfalen.

## Diskografie
| Jahr | Titel Musiklabel                                                                    | Höchstplatzierung, Gesamtwochen, AuszeichnungChartsChartplatzierungen (Jahr, Titel, Musiklabel, Platzierungen, Wochen, Auszeichnungen, Anmerkungen) | Anmerkungen                                    |
| Jahr | Titel Musiklabel                                                                    | DE | Anmerkungen                                    |
| ---- | ----------------------------------------------------------------------------------- | --- | ---------------------------------------------- |
| 1999 | Pop 2000 – 50 Jahre Popmusik und Jugendkultur in Deutschland Grönland Records (EMI) | — | Erstveröffentlichung: 1999 8-CD-Boxset         |
| 1999 | Pop 2000 – Das gibt’s nur einmal Grönland Records (EMI)                             | DE31 (13 Wo.)DE | Erstveröffentlichung: 18. Oktober 1999 Sampler |
| 2001 | Pop 2001 – Geschichte wird gemacht Warner Music (Warner)                            | — | Erstveröffentlichung: 1. Juli 2001 Sampler     |